# Poběžovice (zámek)
Poběžovice (též Ronšperk) jsou hrad přestavěný na barokní zámek ve stejnojmenném městě v okrese Domažlice. Stojí v centru města na nevýrazném návrší v nadmořské výšce asi 440 m. S platností od 1. července 2024 je poběžovický zámek chráněn jako národní kulturní památka.

## Historie
Ve městě zmiňovaném poprvé v roce 1359 existovala tvrz nejasné lokalizace. Hrad založil Dobrohost z Ronšperka, který Poběžovice získal v roce 1459. V roce 1510 hrad dobylo královské vojsko Vladislava Jagellonského vedené Zdeňkem Lvem z Rožmitálu, aby učinilo přítrž loupeživým výpravám Dobrohostova syna Zdeňka Dobrohosta z Ronšperka, který uprchl ze země a panství si rozdělili jeho bratři Volf a Václav.  
Nejpozději roku 1526 hrad získal Albrecht z Gutštejna, který ho později zastavil, a nakonec v roce 1542 prodal bratrům Bartoloměji a Janovi ze Švamberka. Švamberkové hrad renesančně přestavěli, ale po neúspěchu stavovského povstání byl jejich majetek zkonfiskován a královská komora ho roku 1622 prodala Severinovi Táhlovi z Horšteina. Po něm se vystřídala řada majitelů, z nichž se plzeňský hejtman a pražský advokát Matyáš Bohumír z Vunšic po sňatku s Annou Feliciánou Pachtovou z Rájova zasloužil o barokní přestavbu v letech 1682–1695. 
Dalšími rodinami, kterým Poběžovice patřily, byla například hrabata z Königsfeldu, Thun-Hohensteinové a od roku 1864 až do vyvlastnění v roce 1945 patřil zámek příslušníkům rodu Coudenhove-Kalergi; tj. rodině rakousko-uherského diplomata Heinricha Coudenhove-Kalergi a jeho manželky Mitsuko Coudenhove-Kalergi, rozené Aojama. Posledním majitelem zámku byl Johannes „Hansi” Coudenhove-Kalergi, který byl v roce 1945 odsunut do Německa. Po roce 1945 na zámku sídlila pohraniční stráž. Zámek chátral a v 80. letech byl dokonce určen k demolici.

### Po roce 1989
Po roce 1989 byl zchátralý zámek převeden do majetku města Poběžovic. Byla zahájena postupná rekonstrukce zámku, která však byla později na čas přerušena. 
V letech 2022–2023 se mj. uskutečnily další etapy oprav střechy a hradebního opevnění před budovou jižního křídla zámku, bylo opraveno hlavní schodiště a vstup do zámku i štít a ostění oken nad vchodem. Zároveň byla rekonstruována i barokní socha Neptuna a Tritona ze zámecké kašny a na jejím původním stanovišti byla umístěna její kopie, zatímco originál doplnil expozici uvnitř zámku.
Od 1. července 2024 byly během letní sezóny některé vnitřní prostory zámku poprvé zpřístupněny veřejnosti v rámci pravidelných prohlídek.

## Stavební podoba
Památkově chráněný areál poběžovického zámku zahrnuje celkem deset různých staveb a další dva samostatné objekty – kašnu s oboustranným sousoším Neptuna a Tritona, která by mohla pocházet z dílny barokního sochaře Jana Brokoffa, a rozlehlý přírodně krajinářský zámecký park.
Předhradí chráněné vodním příkopem mělo okrouhlý půdorys a obklopovalo hradní jádro ze všech stran. Dochovaly se části jeho opevnění, dlouhých budov a okrouhlá bašta. Před čelo hradního jádra předstupovala obytná čtverhranná věž a sousední brána. Věž by mohla být pozůstatkem starší tvrze. Zbývající obvod jádra byl postupně obestavěn dvoupatrovými budovami, přičemž dvouprostorový palác na západní straně je nejmladší gotickou stavbou. Výběžek na západní straně nebo část východního křídla je renesanční a řada úprav nádvoří pochází z období baroka.

## Galerie

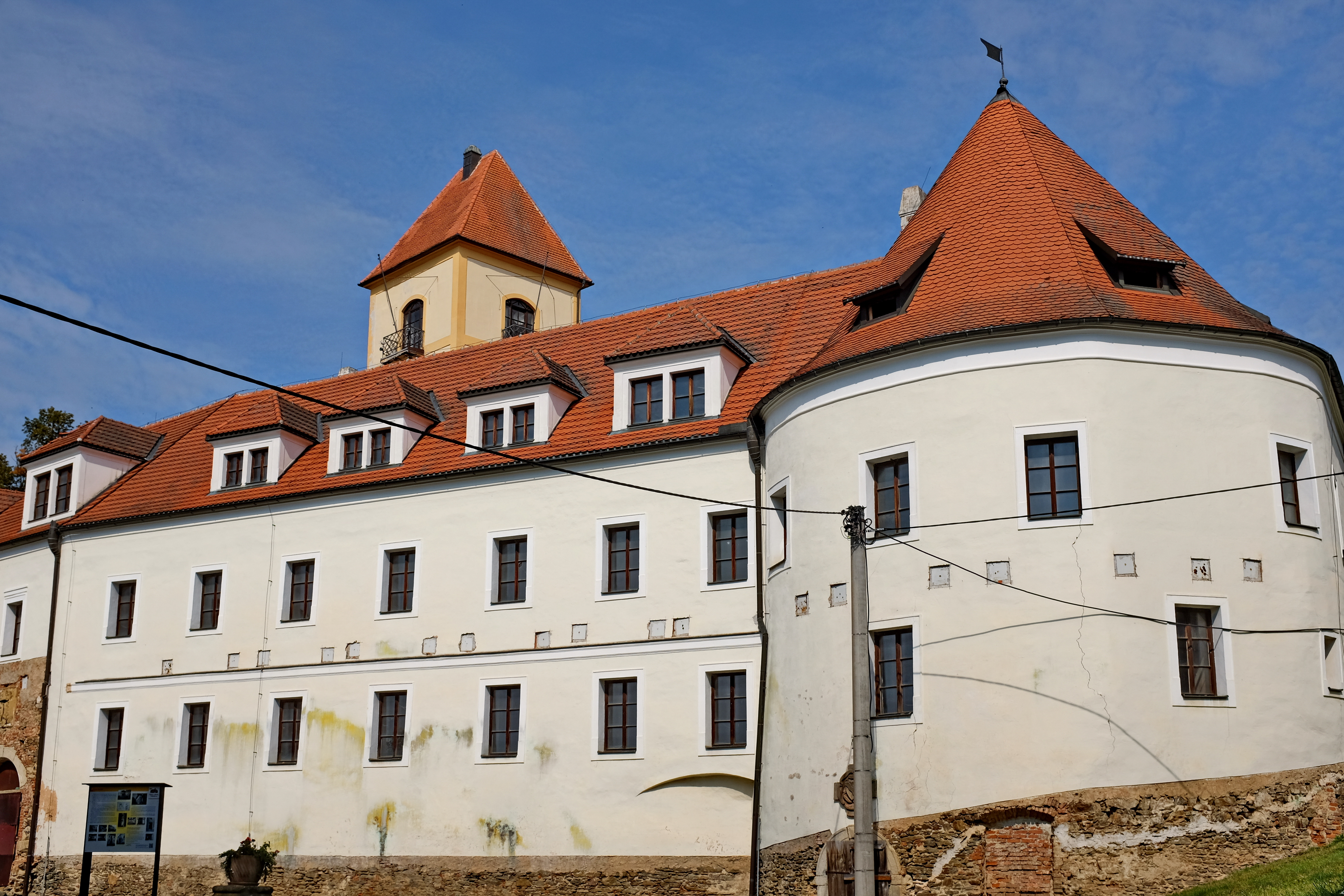
Jižní předhradí
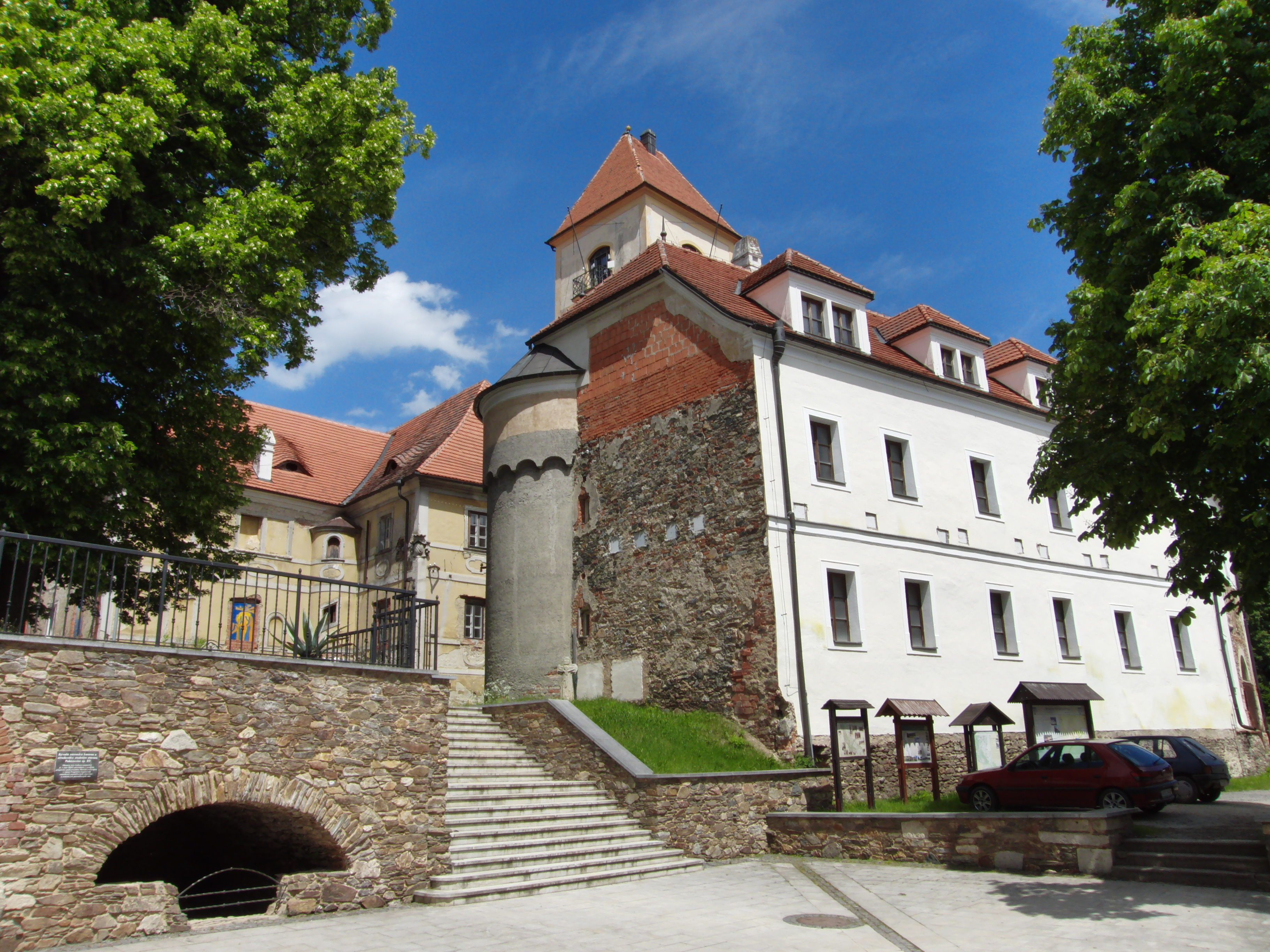
Okrouhlá bašta v nároží mladší budovy
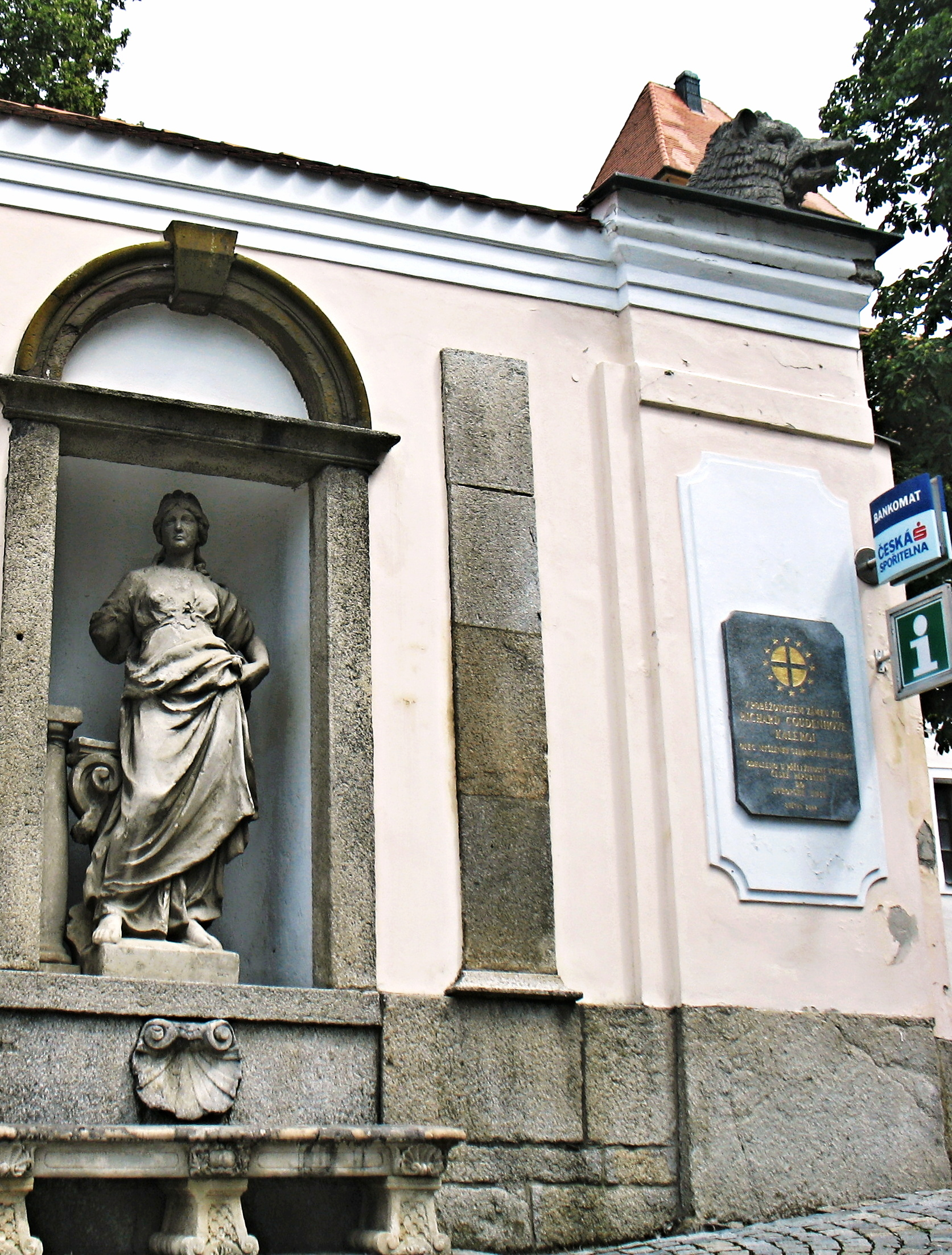
Alegorická socha Síly a pamětní deska Richarda Coudenhove-Kalergi u vstupu do zámku
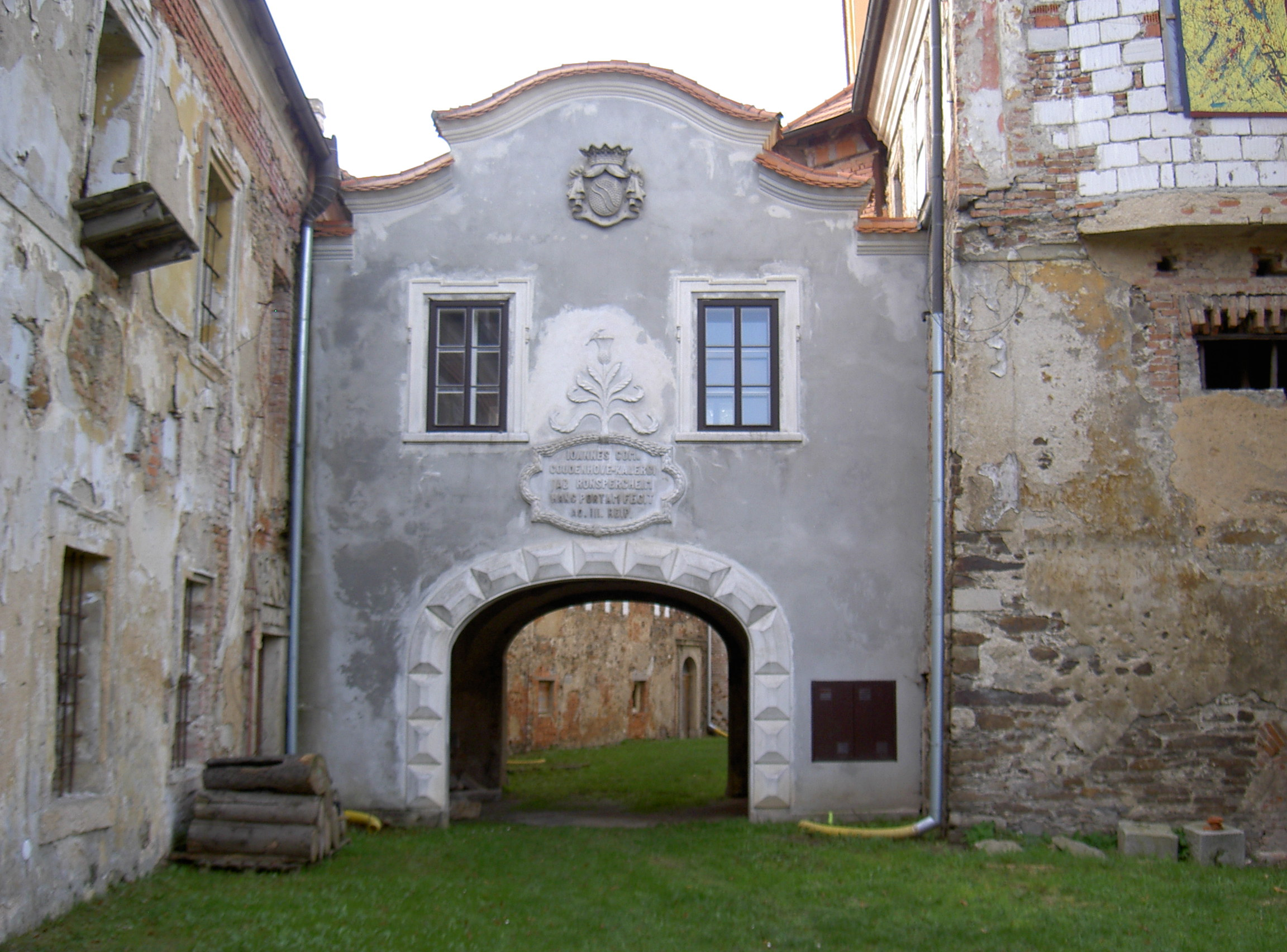
Spojovací brána mezi předhradím a vnitřním zámkem
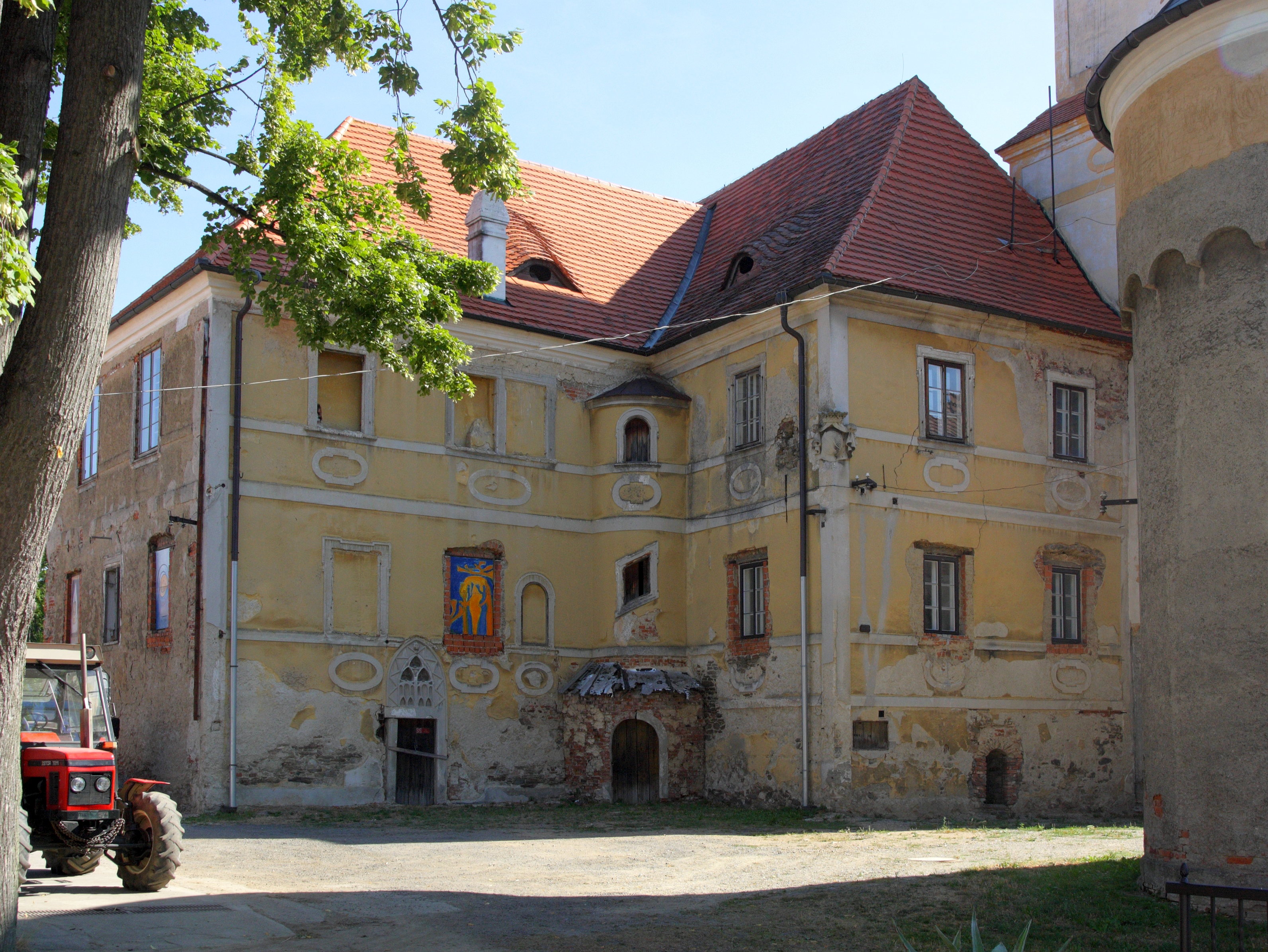
Západní křídlo
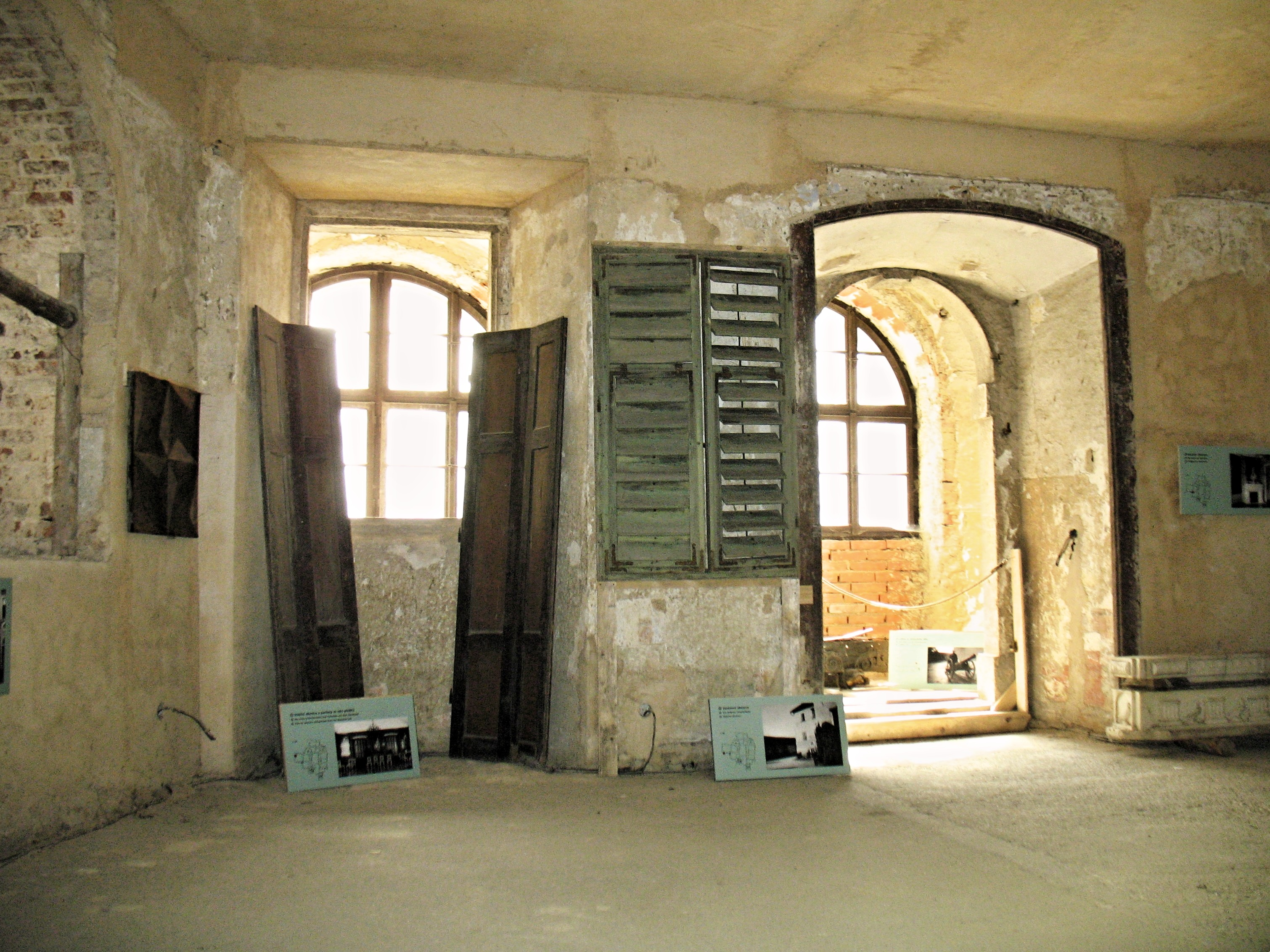
Interiéry zámku během rekonstrukce (rok 2024)
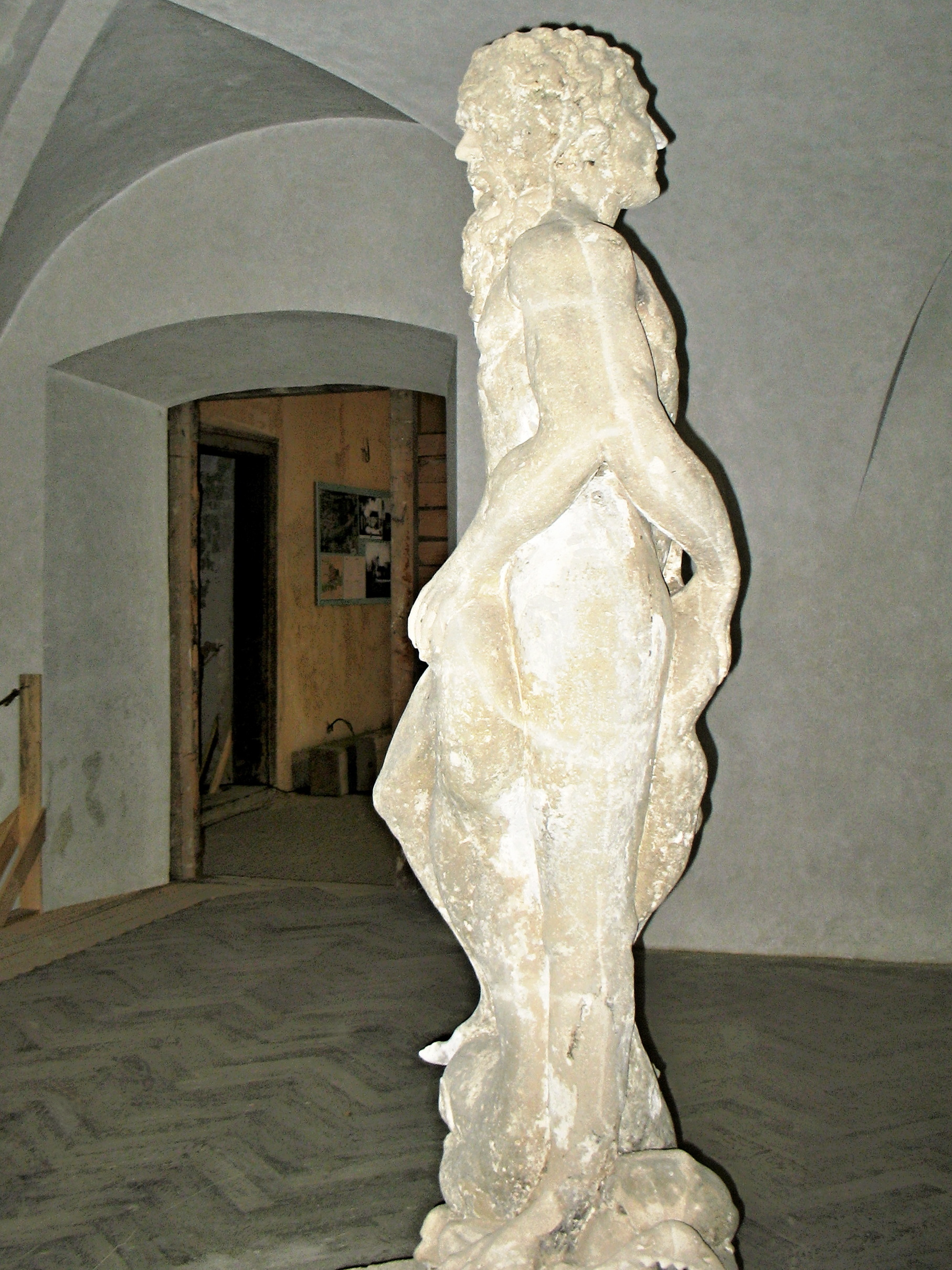
Restaurovaná socha Neptuna a Tritona ze zámecké kašny